# ヨーロッパ (映画)
『ヨーロッパ』（Europa）はラース・フォン・トリアー監督、ジャン＝マルク・バール主演で製作された1991年のデンマーク映画。トリアーによる『エレメント・オブ・クライム』、『エピデミック』に次ぐ「ヨーロッパ」三部作の最終作。第24回シッチェス・カタロニア国際映画祭でグランプリ、第44回カンヌ国際映画祭で審査員賞、芸術貢献賞、およびフランス映画高等技術委員会賞を受賞した。1945年のドイツを舞台に第二次世界大戦後のヨーロッパの不安を描く。

## ストーリー
舞台は第二次世界大戦に敗戦した直後の1945年のドイツ。ドイツ系アメリカ人のレオ・ケスラーは叔父に紹介されて鉄道会社ゼントローバに就職する。ケスラーは中立的な立場からドイツの復興を手伝おうとしていたが、アメリカ軍情報部やゼントローバのオーナーであるハルトマン家は彼を利用しようとする。ケスラーはカタリナ・ハルトマンと親しくなるが、やがて彼女が連合国に対する抵抗組織である「人狼」のメンバーであることを知ることになる。

## キャスト
- ジャン＝マルク・バール: レオ・ケスラー
- バルバラ・スコヴァ: カタリナ・ハルトマン
- ウド・キア: ローレンス・ハルトマン
- ラース・フォン・トリアー：ユダヤ人の男
- マックス・フォン・シドー: ナレーター（声）